# Jakob Meyer zum Hasen

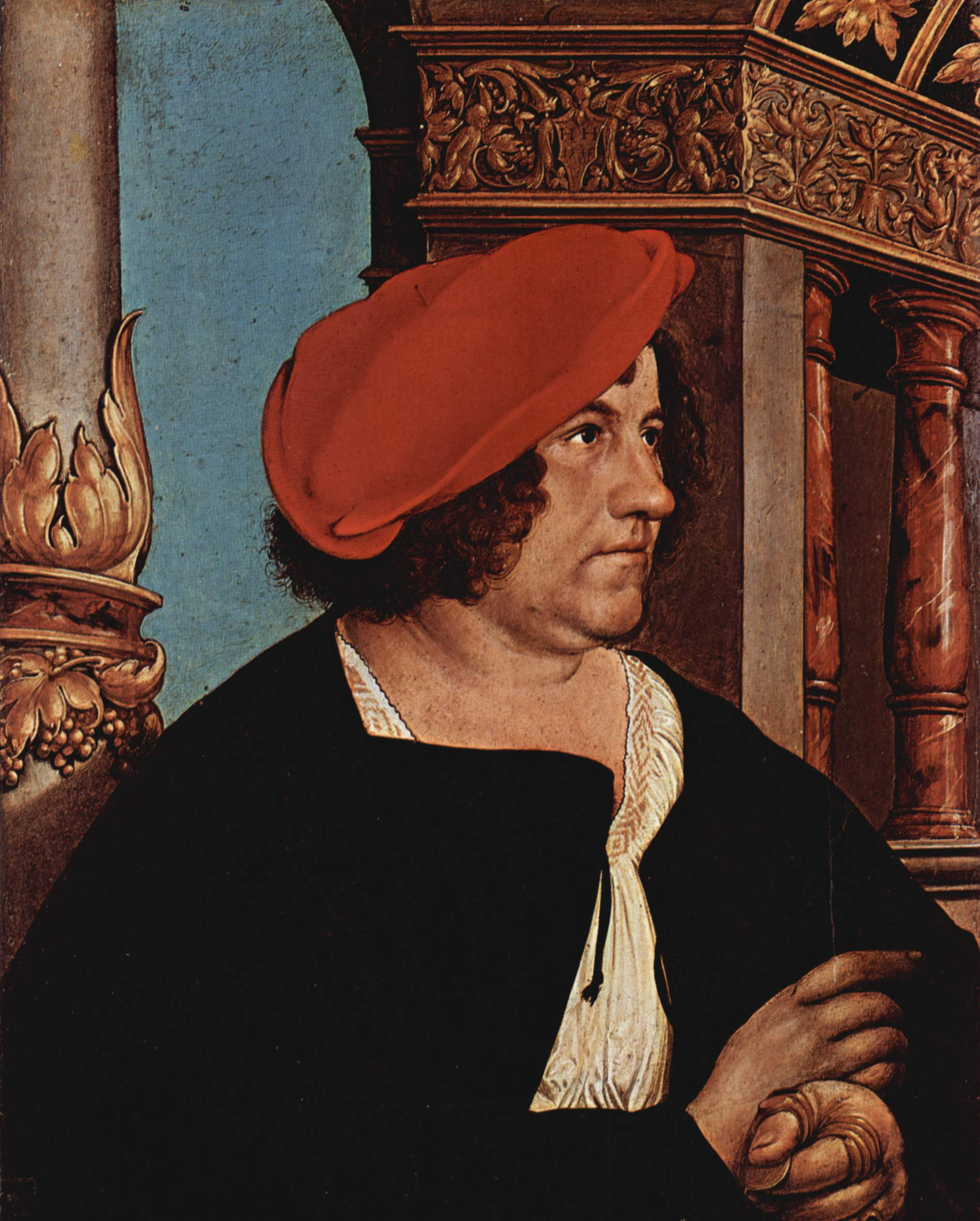
Jakob Meyer zum Hasen, 1516, pintado por Hans Holbein el Joven, panel izquierdo de un díptico en el que aparece junto a Dorothea Kannengiesser, la segunda esposa de Meyer. Óleo sobre madera de tilo, cada panel mide 38,5 x 31 cm, Museo de Arte de Basilea, nº inv 312.

Jakob Meyer zum Hasen (1482 en Basilea—1531 en el mismo lugar) fue burgomaestre de la ciudad de Basilea de 1516 a 1521. De oficio cambista, fue el primer burgomaestre de Basilea que no pertenecía a la nobleza ni a una familia patricia, sino a un gremio. Se conoce poco sobre su vida. Su apellido es conocido sobre todo por su presencia en la obra Virgen del burgomaestre Meyer o Madonna de Darmstadt.